# Bob Esponja
|  | Aquest article tracta sobre la sèrie. Si cerqueu el personatge que la protagonitza, vegeu «Bob Esponja (personatge)». |

Bob Esponja (títol original en anglès: SpongeBob SquarePants) és una sèrie de televisió de dibuixos animats dels Estats Units. Protagonitzada per l'esponja marina que li dona el nom, és la sèrie més famosa de les del canal Nickelodeon, si bé s'emet arreu del món. L'any 2007, va ser nomenada per la revista Time com un dels millors programes de la televisió. Va ser doblat en català segons la traducció de Lluís Comes.
La va crear l'artista, animador i biòleg marí Stephen Hillenburg, i és produïda per la seva companyia, United Plankton Pictures, Inc. Si bé el primer episodi es va mostrar als Nickelodeon Kids Choice Awards el primer de maig del 1999, la sèrie es va començar a emetre oficialment el 17 de juliol de 1999.

## Ambientació
La sèrie està ambientada a l'oceà Pacífic: Bob Esponja i els seus amics i veïns viuen a la ciutat fictícia de Baixos de Bikini (Bikini Bottom en l'anglès original), que està situada a l'atol de Bikini, una illa de la Micronèsia. El seu creador, Hillenburg, va afirmar que Baixos de Bikini està basada en la ciutat real de Seattle.
Per l'ambientació sota l'aigua, els diversos personatges són espècies marines (estrelles de mar, crancs, etc.), les quals es desplacen fent servir barques (boatmobiles), una fusió entre una llanxa i un cotxe.

## Personatges

### Principals

#### Bob Esponja Calçacurta (SpongeBob SquarePants)
El protagonista de la sèrie. És una esponja marina (més similar a una esponja de bany) optimista i energètica, tot i que bastant poca-solta, que viu en una casa en forma de pinya. Treballa al Crustaci Cruixent fregint-hi hamburgueses. Els seus hobbies són practicar karate amb la seva amiga Sorreta i caçar meduses i fer bombolles de sabó amb el seu amic Patrick. Sempre suspèn l'examen de l'autoescola, ja que es posa molt nerviós a l'hora de conduir.

#### Patrick Estrella (Patrick Star)
El millor amic d'en Bob Esponja. És una estrella de mar de color rosa, molt mandrosa, ximpleta, i bastant grassa que viu sota d'una roca. Tot i la seva manca d'intel·ligència, en certs capítols esdevé més espavilat, si bé el que diu sol ésser inútil i fals.

#### Balamar Tentacles (Squidward Q. Tentacles)
El veí d'en Bob Esponja. Personifica la crítica al treball modern, la treballadora per a qui la feina no és més que una obligació insulsa, però necessària, i que aporta un contrapunt misantrop. La seva espècie és ambigua: s'aproxima a una fusió entre un calamar i un polp. Habita en una casa similar a un moai i treballa juntament amb en Bob Esponja al Crustaci Cruixent com a caixer. En Bob Esponja i en Patrick el consideren un amic seu, tot i que ell els odia a causa de la seva imaginació i els seus jocs estranys. Ell mateix es considera un gran músic i un gran artista, però la resta de gent pensa el contrari. En Balamar presenta sovint problemes d'excentricitat i de paranoia.

#### Sorreta (Sandy Cheeks)
Un esquirol que és una gran amiga de Bob Esponja. És l'únic personatge que no és una espècie marina i ha d'anar amb un casc d'aire, excepte a casa seva, que és una gran cúpula d'aire, on les espècies marines han de portar un casc d'aigua. És una científica, i sovint practica esports com el karate juntament amb en Bob Esponja. És originària de Texas.

#### Eugene Cranc (Eugene Krabs)
Tractat normalment com a «Senyor Cranc», és el cap de l'hamburgueseria Crank Cruixent i, per tant, el cap d'en Bob Esponja i en Balamar. És un cranc molt avar, i fa tot el possible per aconseguir diners fent treballar els seus empleats. Tanmateix, en casos específics s'ha comentat que el sou que reben els seus empleats és escàs.

#### Sheldon J. Plankton
Conegut com a «Plankton», és el principal antagonista de la sèrie. És un copèpode que posseeix un restaurant de menjar ràpid al costat del Crustaci Cruixent anomenat Galleda Amiga (Chum Bucket), on serveix menjar. Com que no té clients, moltes vegades intenta robar la recepta de les cranquiburgueses del Crustaci Cruixent, per així poder quedar-se'n la clientela.

#### Sra. Bota (Mrs. Puff)
Un peix globus que fa exàmens a l'autoescola. Per aquest motiu, li fa molta por examinar Bob Esponja, ja que aquest acostuma a estavellar-se amb la barca.
Pearl és La filla adolescent de l'Eugene Cranc. No li agrada que el seu pare sigui tan egoista i avar. S'ha dit en certs moments de la sèrie que és un catxalot.
Karen L'esposa d'en Plankton. L'ajuda a mirar de robar la fórmula secreta de la cranquiburguesa.
Gary La mascota d'en Bob Esponja. Tot i ser un caragol, fa sorolls similars als d'un felí. En diversos episodis és un personatge destacat.

### Secundaris

#### Mermaid ManiBarnacle Boy
Dos superherois vells i senils que viuen en una residència per a gent gran. Són els herois d'en Bob Esponja i en Patrick, que els miren per la televisió. Tot i ésser personatges secundaris, en certs episodis prenen un paper important.

#### Larry the Lobster
Una llagosta que fa de socorrista a la platja. En Larry és culturista, per això té molta massa muscular. Tanmateix, en moments determinats s'ha demostrat que és un covard.

#### The Flying Dutchman
Un fantasma pirata que és una referència al vaixell L'holandès errant. Viu sota un vaixell enfonsat, i col·lecciona ànimes.

#### Patchy the Pirate
Pirata que apareix viu, sense animació, que és un gran fan de la sèrie pròpia. Normalment, només apareix als episodis especials.

#### Potty the Parrot
El lloro de Patchy, que també apareix en viu, tot i que és un titella.

#### Johnny Elaine
Un peix que fa de presentador de notícies a dintre de la sèrie, tot i que també és en viu.

#### Perca Perk (Perch Perkins)
Un reporter als informatius de Baixos de Bikini.

#### Harold SquarePantsiClaire SquarePants
Els pares d'en Bob Esponja. S'assemblen més a una esponja de mar que en Bob Esponja.

#### Man RayiDirty Bubble
Els dos arxienemics de Mermaid Man i Barnacle Boy.

#### Squilliam Fancyson
Un altre pop que és enemic d'en Balamar, ric i que ha sigut capaç d'aconseguir tot allò que en Balamar sempre somnia.

## Pel·lícules

### Bob Esponja: la pel·lícula
L'èxit de la sèrie d'animació va estimular la producció d'una pel·lícula de llarga durada el 2003 amb els personatges de la sèrie i alguns més de nous. La pel·lícula inclou escenes amb barreja d'imatges reals amb animacions. Va ser comercialitzada en DVD amb versió en català.

### Bob Esponja: Un heroi fora de l'aigua
Una seqüela de la pel·lícula de 2004, Bob Esponja: Un heroi fora de l'aigua, es va estrenar als cinemes el 6 de febrer de 2015. Els principals personatges de la sèrie van reprendre els seus papers. Les parts que passen sota l'aigua estan animades tradicionalment a la manera de la sèrie: les parts d'acció en viu utilitzen animació CGI amb els personatges de Bob Esponja. La pel·lícula va tenir un pressupost similar a la pel·lícula anterior i va costar menys de 100 milions de dòlars.
La pel·lícula s'ha doblat al català.

## Anècdota: és Bob gai?
Segons un «estudi» de la difunta «Comissió Nacional d'Experts d'Ucraïna sobre la Protecció de la Moral Pública» (2004-2015), creada pel primer ministre conservador i prorus Víktor Ianukòvitx, Bob Esponja és homosexual, i la sèrie —alhora com els Teletubbies i Els Simpson— s'hauria de prohibir perquè «representen una amenaça real per als infants». Aquesta comissió va ser abolida pel Parlament del 2015, perquè feia servir un concepte vague de «moral pública».